# Emerald Lake, British Columbia
Emerald Lake är en sjö i Kanada.   Den ligger i provinsen British Columbia, i den centrala delen av landet, 3 000 km väster om huvudstaden Ottawa. Emerald Lake ligger 1 298 meter över havet. Arean är 0,91 kvadratkilometer. Den sträcker sig 1,6 kilometer i nord-sydlig riktning, och 1,2 kilometer i öst-västlig riktning.
I omgivningarna runt Emerald Lake växer i huvudsak barrskog. Trakten runt Emerald Lake är nära nog obefolkad, med mindre än två invånare per kvadratkilometer.